# دياني توماس
دياني توماس (بالإنجليزية: Diane Thomas)‏ هي كاتبة سيناريو أمريكية، ولدت في 7 يناير 1946 في ميشيغان في الولايات المتحدة، وتوفيت في 21 أكتوبر 1985 في لوس أنجلوس في الولايات المتحدة بسبب حادث مرور.

## وصلات خارجية
- دياني توماس على موقع IMDb (الإنجليزية)
- دياني توماس على موقع أول موفي (الإنجليزية)
- دياني توماس على موقع أول موفي (الإنجليزية)
- دياني توماس على موقع قاعدة بيانات الأفلام السويدية (السويدية)
- دياني توماس على موقع قاعدة بيانات الفيلم (الإنجليزية)
- دياني توماس على موقع كينوبويسك (الروسية)